# NGC 348

NGC 348

NGC 348 هي مجرة تتبع كوكبة العنقاء. اكتشفها جون هيرشل في 3 أكتوبر 1834.

## روابط خارجية
- NGC 348 على موقع ويكي سكاي: DSS2, SDSS, GALEX, IRAS, Hydrogen α, X-Ray, Astrophoto, Sky Map, Articles and images